# Lehigh and New England Railroad
 (janvier 2022).
Ne doit pas être confondu avec Lehigh Valley Railroad ou Lehigh and Hudson River Railway.
La Lehigh and New England Railroad (sigle AAR : LNE) est un ancien chemin de fer américain de classe I qui relie Boston, dans le Massachusetts, au nord-est de la Pennsylvanie via le pont Poughkeepsie sur le fleuve Hudson. La ligne est plus tard réduite à une section située à l'est du fleuve Hudson. À la suite du déclin des mines de Pennsylvanie, la LNE est fermé en 1961 et des portions de son réseau en Pennsylvanie sont intégrées au Central Railroad of New Jersey, avant que ce dernier ne rejoigne Conrail en 1976.

## Le South Mountain & Boston et ses successeurs: 1873-1882
Vers 1868, des propositions sérieuses apparurent pour la traversée du fleuve Hudson au niveau de Poughkeepsie. La Poughkeepsie Bridge Company fut créée en mai 1871. Un amendement autorisa la compagnie à planter des piles de pont dans le fleuve en 1872, malgré l'opposition de ceux qui utilisaient cette voie navigable. Andrew Carnegie influença J. Edgar Thomson, président du Pennsylvania Railroad, pour qu'il s'investisse personnellement dans le projet.
Le South Mountain & Boston Railroad fut créé le 13 mars 1873 dans le New Jersey et la Pennsylvanie. Mais le Krach de 1873, et la mort de Thomson en 1874 laissèrent le projet en suspens.
Le 9 mai 1879: création du Pennsylvania, Poughkeepsie & New England Railroad pour relier Harrisburg à Portland afin de se connecter avec le South Mountain & Boston.
Le 11 mars 1880: le South Mountain & Boston situé dans le New Jersey fut rebaptisé Pennsylvania & New England Railroad (P&NE), mais avec 2 entités : le P&NE (NJ division) pour le réseau situé dans le New Jersey, et le P&NE (PA Division) pour la partie localisée en Pennsylvanie.
Le 13 octobre 1880:  Le Pennsylvania Poughkeepsie & New England fut racheté par le P&NE (NJ Division).
Le 9 septembre 1881: le Delaware & Slatington Railroad, fut créé pour relier Portland sur le P&NE à Slatington sur la rivière Lehigh River.
Le 22 juin 1882: le P&NE (NJ Division) et le Delaware & Slatington fusionnèrent pour former le Pennsylvania, Slatington & New England Railroad (PS&NE) pour relier Slatington, Pennsylvanie à Pine Island, New York.
De 1881 à 1897: le P&NE (PA Division) subissait 5 faillites et restructurations complexes.

## Le Pennsylvania, Slatington & New England Railroad: 1882-1887
Décembre 1882 : John L. Blair, qui contrôlait le réseau voisin appelé Bangor & Portland Railway (B&P), prit également le contrôle du PS&NE.
En 1883 : banqueroute du PS&NE.

## Le  Pennsylvania, Poughkeepsie & Boston Railroad: 1887-1895
Le 12 juillet 1887 : le PS&NE fut saisi et vendu à William W. Gibbs, président de la Poughkeepsie Bridge Company, qui le rebaptisa Pennsylvania, Poughkeepsie & Boston Railroad (PP&B). La construction put reprendre.
Le 14 décembre 1894 : le PP&B fut à nouveau saisi et vendu.

## Le Lehigh & New England Railroad: 1895-1961
Le Lehigh and New England Railroad fut réorganisé le 2 avril 1895 comme successeur du PP&B. La ligne fut prolongée de Slatington à Pine Island, mais entre Swartswood et Hainesburg Junction, il utilisait un droit de passage sur le New York Susquehanna & Western Railway.
Pour relier Pine Island à Campbell Hall, le L&NE utilisa des droits de passage sur des filiales de l'Erie Railroad.
Le Lehigh & Lackawanna Railroad et sa filiale Wind Gap & Delaware Railroad furent exploités par le Central Railroad of New Jersey jusqu'au 1er février 1905, date à partir de laquelle ils furent fusionnés dans le L&NE. À peu près au même moment, le L&NE acheta également le Northampton Railroad. Cela apporta un embranchement vers Bethlehem, avec un embranchement secondaire vers Martins Creek. Une partie de la ligne principale située entre Benders Junction (carrefour du L&NE et du Lehigh & Lackawanna) et Pen Argyl fut abandonnée en 1905 au profit d'une nouvelle route utilisant le Lehigh & Lackawanna et le Wind Gap & Delaware.
Le Lehigh Coal & Navigation prit le contrôle du L&NE le 9 mai 1904.
Un dépôt à Maybrook, New York ouvrit en 1912; l'accès se faisait via une section de voie appartenant au Central New England Railway.
Le 24 juillet 1912, une nouvelle extension fut ouverte; elle se détachait de la ligne principale à Danielsville, Pennsylvanie et se dirigeait vers Tamaqua à l'ouest, pour desservir le Lehigh Coal & Navigation. Le 14 décembre 1913, le L&NE acquit le Panther Creek Railroad, reliant Tamaqua à Summit Hill; puis grâce à l'obtention en 1915 d'une connexion avec le Hauto Tunnel du Central Railroad of New Jersey, il gagna l'accès à Nesquehoning.
Le 4 juin 1926, le Reading Company loua le L&NE, mais à la suite de la contestation des autres chemins de fer, l'Interstate Commerce Commission rejeta cette location, préférant le New York New Haven & Hartford Railroad (mais cet avis ne fut jamais suivi).
L'exploitation prit fin le 31 octobre 1961 à cause du déclin des mines du nord-est de la Pennsylvanie.

## Lehigh & New England Railway: 1961-présent
Le Lehigh & New England Railway fut créé par le Central Railroad of New Jersey (CNJ) pour reprendre certaines lignes en Pennsylvanie. Ce rachat comprenait la ligne principale à l'est de Tamaqua, les anciens Lehigh & Lackawanna Railroad et Northampton Railroad de Bethlehem à Martins Creek, ainsi que l'embranchement de Bethlehem à Allentown. Mais le CNJ fit faillite pour la dernière fois le 22 mars 1967. Le Lehigh Valley Railroad en profita pour racheter ce réseau de Pennsylvanie. Le CNJ cessa d'exister le 31 mars 1976, et intégra Conrail le 1er avril 1976.
Une petite section entre Pen Argyl et Wind Gap fut reprise par le Delaware, Lackawanna and Western Railroad, pour permettre à sa filiale Bangor & Portland Railway de relier Pen Argyl.

### Sources
- « Railroad History Database »
- « PRR Chronology »
- Kulp, Randolph L., ed. (1989). History of Lehigh and New England Railroad Company. Lehigh *Valley Chapter, National Railway Historical Society, Inc.
- Railroad Management, New York Times May 20, 1881 page 5
- General Railway News, New York Times December 9, 1882 page 1
- A Bondholder's Complaint, New York Times June 13, 1883 page 5
- Auction Sales, New York Times March 15, 1887 page 6
- Sold Under Foreclosure, New York Times July 13, 1887 page 3
- Work on the Addition Begun, New York Times December 29, 1888 page 2
- Acquired by the Reading, New York Times February 4, 1892 page 3
- Another Road for the Reading, New York Times April 15, 1892 page 3
- The Reading Takes Possession, New York Times May 2, 1892 page 5
- Reading Gets Lease of Anthracite Road, New York Times June 5, 1926 page 25
- « LNE timeline »